# Panoramics
(Dizionario della Canzone Italiana a cura di Renzo Arbore, Curcio Editore 1991)
I Panoramics sono stati un gruppo musicale italiano, attivo sulla scena nazionale nel corso degli anni '80 e dei primi anni '90. Benché si siano mossi prevalentemente sulla scena del pop "indipendente", e per un numero limitato di anni, hanno saputo conquistare un sorprendente successo di critica e un pubblico di estimatori appassionati.

## Storia
I Panoramics nascono a Napoli nel 1982. La formazione originaria comprende Marco Alfano alle tastiere, Sandro Dionisio alla voce, Marco Eminente al basso, Alfonso Moscato al clarinetto e sax alto e Luca Zarrilli al sax tenore e soprano.
I loro concerti di esordio in una rassegna di band indipendenti li fanno subito notare e vengono invitati a partecipare alla rassegna "Zona d'osservazione", al Castel Sant'Elmo di Napoli, rassegna che vede tra gli altri la partecipazione dei Polyrock, band prodotta da Philip Glass.
Le loro canzoni si caratterizzano fin dall'inizio per un suono che tenta di mettere assieme una “facilità” squisitamente pop con elementi d'avanguardia (minimalismo, ambient music). Il tipo di operazione ricorda quella di alcuni musicisti dell'etichetta newyorkese Lovely Music Ltd (Peter Gordon, "Blue" Gene Tyranny) ed è quindi facile, da parte di molti dei giornalisti che li recensiscono, etichettare i Panoramics come un gruppo “lovely”.
Un'altra caratteristica peculiare della band, particolarmente nel primo periodo, è un'attività live orientata verso le contaminazioni multimediali (spiccano le collaborazioni con pittori come Lino Fiorito e Tata Barbalato, attori come Andrea Renzi, cartoonists come Daniele Bigliardo - che diventerà poi disegnatore di Dylan Dog - e in campo strettamente musicale, con musicisti di varia estrazione tra cui Jenny Sorrenti).
È anche un periodo, a Napoli, in cui fiorisce una scena artistica particolarmente vivace, sia sul fronte musicale (la cosiddetta “Vesuwave”, che vede esordire tra gli altri gli Avion Travel, Capone, i Little Italy) che su quello teatrale (Falso Movimento di Mario Martone, Licia Maglietta, Andrea Renzi; Teatro Studio di Toni Servillo). I Panoramics sono parte attiva di questo ribollire di creatività, che diventa oggetto d'interesse per la stampa nazionale. Proprio in occasione di un servizio sulla nuova creatività napoletana, realizzato per l'Espresso nel 1986, scriverà dei Panoramics lo scrittore Pier Vittorio Tondelli
Il gruppo comincia ad assumere notorietà sulla scena del rock italiano indipendente. I loro demo autoprodotti e le loro performance live ricevono recensioni lusinghiere da testate quali Rockerilla, Frigidaire, Ciao 2001, il manifesto. I loro brani passano frequentemente nelle radio locali italiane, ma soprattutto a RaiStereoNotte, dove sono presenti stabilmente con le loro canzoni. Questa presenza determinerà un salto in avanti nella loro notorietà.
Nel 1985 realizzano per la RAI i temi musicali originali dell'opera video di Mario Martone “Perfidi Incanti”. che comprendono la canzone "Estrellita", per l'occasione interpretata dalla cantante Gabriella Rinaldi. A questo lavoro, più volte premiato in festival di video e cinema, collabora il meglio dell'avanguardia artistica internazionale: da Giorgio Barberio Corsetti per il teatro a Tanino Liberatore e Ceesepe per il disegno, a Patrick King per la danza. Dopo questa collaborazione vengono chiamati da Renzo Arbore a partecipare a “Quelli della notte”, dove eseguono un brano in diretta. Per la stampa sono ormai “La migliore band italiana del momento” (Frigidaire).; “La presenza più stimolante del rock tricolore” (Ciao 2001).  Il loro set, in diretta su RaiStereoUno, inaugura la serie dei “Concerti di Stereodrome”.
Suonano in festival e rassegne in tutta Italia, spesso assieme ai loro amici e “compagni di strada” Denovo ed Avion Travel. Trionfano all'Independent Music Meeting di Firenze. Firmano alla fine dell'85 il loro primo contratto discografico con l'IRA Records, all'epoca etichetta dei Litfiba.
Questo sodalizio, però, si rivelerà sfortunato. Parte bene (con una serie di concerti fatti insieme alla band di Piero Pelù e Ghigo Renzulli; vengono avviate le registrazioni del loro primo atteso album) ma, per non chiari motivi, il disco non viene portato a termine, le attività della band in qualche misura  “congelate” ed il contratto rotto.
Il disco vedrà comunque la luce, tempo dopo, per un'etichetta indipendente romana: frutto della collaborazione proprio con il compositore newyorchese Peter Gordon (quello della "Lovely Music", collaboratore di Laurie Anderson, David Byrne, Arto Lindsay, Suzanne Vega e molti altri), che produce il disco e suona in tutti i brani, “Bugie Colorate” viene registrato tra Napoli e Berlino e pubblicato nel 1989.
Questo disco raccoglierà recensioni eccellenti, unanimemente accolto dalla critica come un evento molto importante per la scena musicale nazionale: “Il fiore all'occhiello della nuova musica italiana ... un miracolo ... un capolavoro ” (Rockstar). “...un esordio che pone i P. tra le migliori formazioni italiane ... un disco raffinato, intelligente, gradevolissimo, una bella sorpresa” (La Repubblica); entra nelle classifiche di preferenza di lettori e redattori di numerose testate italiane e straniere (secondo nella chart di Rockstar del gennaio '89, dopo Chaka Khan e prima di R.E.M., Pink Floyd e molti altri…); viene programmato dai maggiori networks nazionali e non solo (per settimane in classifica a Radio Kiss Kiss, Radio Dimensione Suono, Radio Break, Radio città uno, Radio Marte, Radio Svizzera Italiana).
Intanto, la band appare con esibizioni dal vivo ed interviste in numerosi programmi televisivi nazionali: da Va' pensiero (Raitre) a Notte Rock (Raiuno); da Tam Tam Village (Raidue) a Be bop a lula (Italia 1). Il referendum dei lettori di Rockstar li vede secondi nella classifica del “Gruppo rivelazione dell'anno” (dopo i Ladri di Biciclette e prima di Elio e le Storie Tese e Casino Royale). Tracce del suo lavoro appaiono anche in letteratura (di Estrellita si parla nel romanzo noir di Gaetano Cappelli “Febbre”, pubblicato da Mondadori nel 1989).
Dopo aver composto le musiche originali per un film prodotto dalla RAI (“Maria” di P. Pastori, trasmesso su RAIUNO), e dopo l'abbandono di Alfano, membro fondatore del gruppo e coautore di tutti i brani, nel '90 il gruppo realizza un'incursione nei territori della dance con una versione remix del brano “Estrellita” per la Flying Records; l'operazione ha tale successo che viene bissata con un nuovo remix realizzato a Londra (dove il brano arriva all'ottavo posto nella house chart del giornale “Echoes”) e pubblicato successivamente anche negli USA dalla Harbor Lights Records. Un ulteriore remix verrà incluso anche nel terzo volume della serie “This is Acid Jazz” (Instinct records, 1993), in cui i Panoramics figurano, unici non angloamericani, accanto a nomi come James Taylor Quartet.
Nel maggio del '90 viene pubblicato dalla CGD “Union”, un progetto a più voci in cui le migliori rock band nazionali rivisitano la canzone italiana d'autore. Assieme ai Litfiba, agli Avion Travel, ai Gang ed altri, i Panoramics sono presenti con una versione di Vecchio frack di Domenico Modugno, che viene scelta come sigla di chiusura (eseguita dal vivo) dell'evento musicale dell'anno: la prima edizione del Concerto del Primo Maggio a Piazza San Giovanni a Roma, trasmesso in diretta sulle tre reti RAI.
La band sospende le sue attività nel 1991. Dionisio intraprende la strada del cinema: dopo aver lavorato come assistente di registi quali Marco Risi, Gianni Amelio, Francesco Rosi e soprattutto Mario Martone, di cui è stato aiuto in tutti i suoi film, realizza il suo primo lungometraggio, La volpe a tre zampe, nel 2002.
Luca Zarrilli e Marco Alfano, dopo aver portato avanti negli anni una serie di progetti musicali prevalentemente live, hanno formato i Ferraniacolor, il cui EP di esordio, prodotto da Cristiano Lo Mele dei Perturbazione, è uscito a marzo 2018.

## Discografia

### Album
- Bugie colorate (Jean Claude Records, 1989)

### Singoli
- Bugie colorate (Bausongs, 1986)

### EP
- Estrellita el mix (Flying Records, 1990) - 12'

### Compilation
- Live at the Blue Angel (Blue Angel Records, 1986) - Presenti con il brano "Fly hunting"
- Union (CGD, 1990) - Presenti con il brano "Vecchio Frack"
- Indipendenti! (Curcio Editore, 1990) - Presenti con il brano "Distanza dalla luna"
- This is acid jazz volume three (Instinct Records UK, 1993) - Presenti con il brano "Estrellita"

## Componenti e formazioni
- Marco Alfano – Tastiere, Backing Vocals (dal 1982 al 1989)
- Sandro Dionisio – Voce, Tastiere (dal 1982 al 1991)
- Marco Eminente – Basso (dal 1982 al 1987)
- Luca Zarrilli – Sax tenore, soprano, baritono (dal 1982 al 1987)
- Alfonso Moscato – Clarinetto, Sax alto  (dal 1982 al 1991)
- Massimo Attanasio - Batteria (1982)
- Gianpaolo Evangelista – Chitarra (dal 1982 al 1983)
- Marco Di Lorenzo - Batteria (1983)
- Giancarlo Ippolito – Batteria (dal 1983 al 1984)
- Mario Civile – Chitarra (dal 1983 al 1984)
- Ivano Cipolletta – Batteria, Chitarra, Backing Vocals (dal 1984 al 1990)
- Fabio Innaro – Chitarra (dal 1984 al 1986)
- Alfredo Radice – Chitarra (1986)
- Michele Nasone  – Chitarra (dal 1986 al 1988)
- Stefano De Palma – Basso (dal 1986 al 1989)
- Maurizio Galasso – Chitarra (1988)
- Luca Esposito – Batteria (dal 1989 al 1991)
- Paolo Loveri – Chitarra (dal 1989 al 1991)
- Vittorio Pepe – Basso  (dal 1989 al 1991)
- Mario Conte – Tastiere  (dal 1989 al 1991)

Componenti non stabili:
- Ciccio Merolla (Percussioni)
- Gabriella Rinaldi (Voce)
- Piera Ferrari (Voce)
- Guglielmo D'Adamo (Tromba e Flicorno)